# Günther L. Eckert

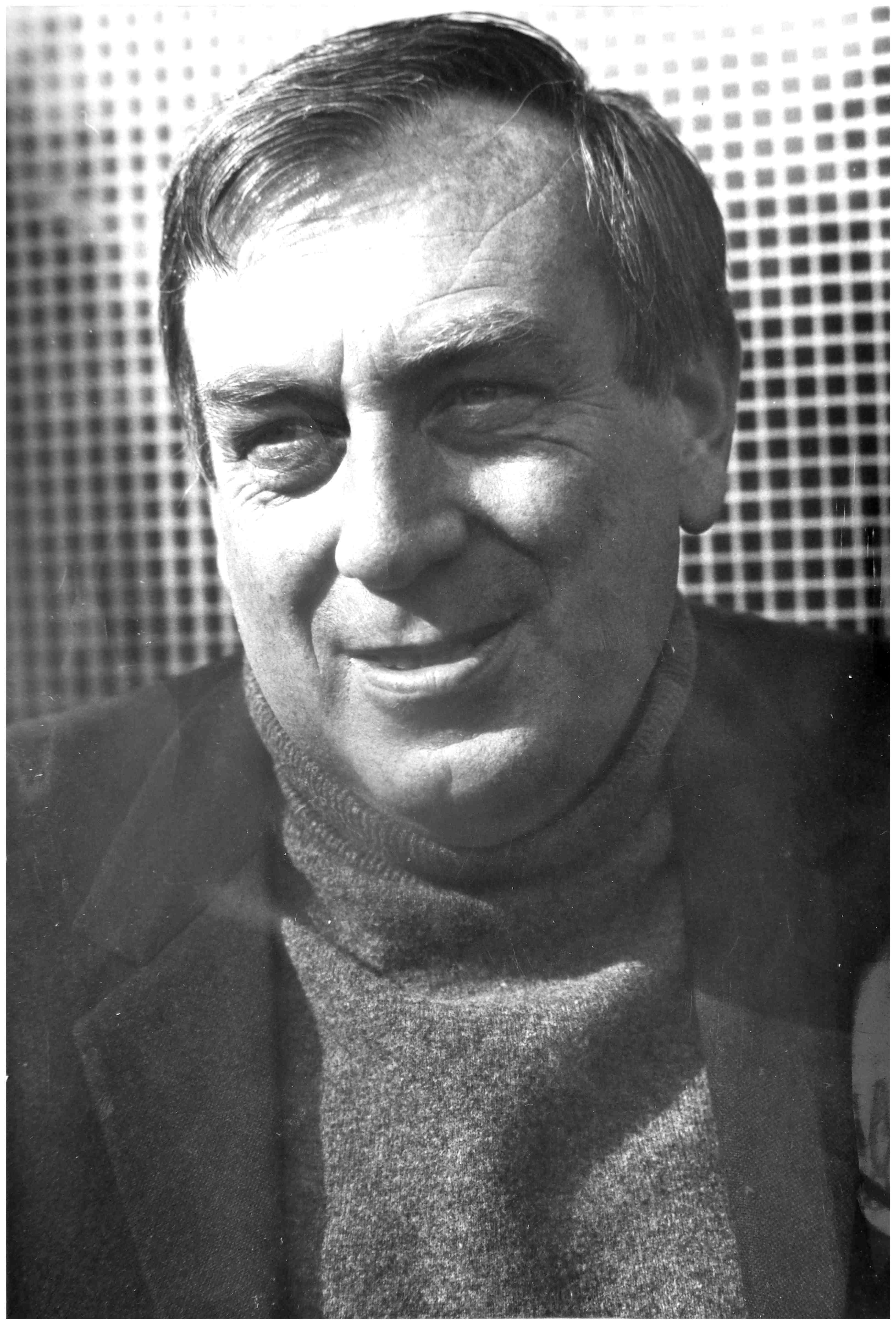
Günther Ludwig Eckert, 1972

Günther Ludwig Eckert (* 21. Juni 1927 in Weiden in der Oberpfalz; † 9. August 2001 in München) war ein deutscher Architekt.

## Werdegang
Der Sohn von Georg Eckert belegte von 1947 bis 1951 ein Architekturstudium an der Akademie der bildenden Künste in München. Von 1950 bis 1951 leistete er Mitarbeit während der letzten Semester im Architekturbüro von Harald Roth beim Wettbewerb KZ-Gedenkstätte Dachau Leitenberg 2. Preis, Ankauf. 1951 bis 1954 arbeitete Eckert als Angestellter Architekt im Büro Harald Roth. Eckert war von 1954 bis 1980 Freier Architekt sowie Mitglied im BDA und im Deutschen Werkbund Bayern. 1973 erfolgte die Aufnahme von Partnern in das Architekturbüro, Architekt Oskar Pressel und Architekt Klaus Jakubik.

## Bauten

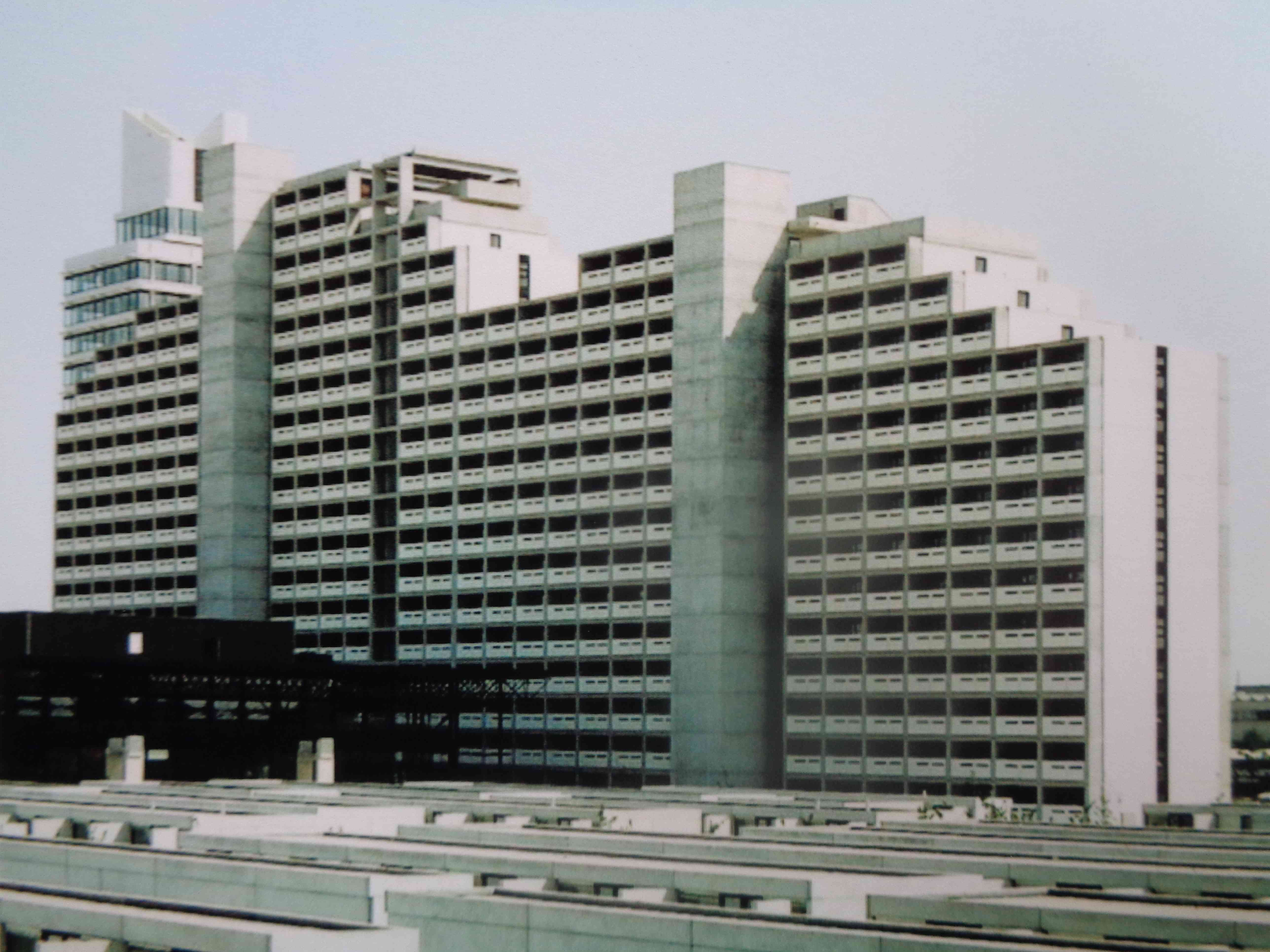
Appartementhochhaus für Studenten, Olympisches Dorf München, Südansicht

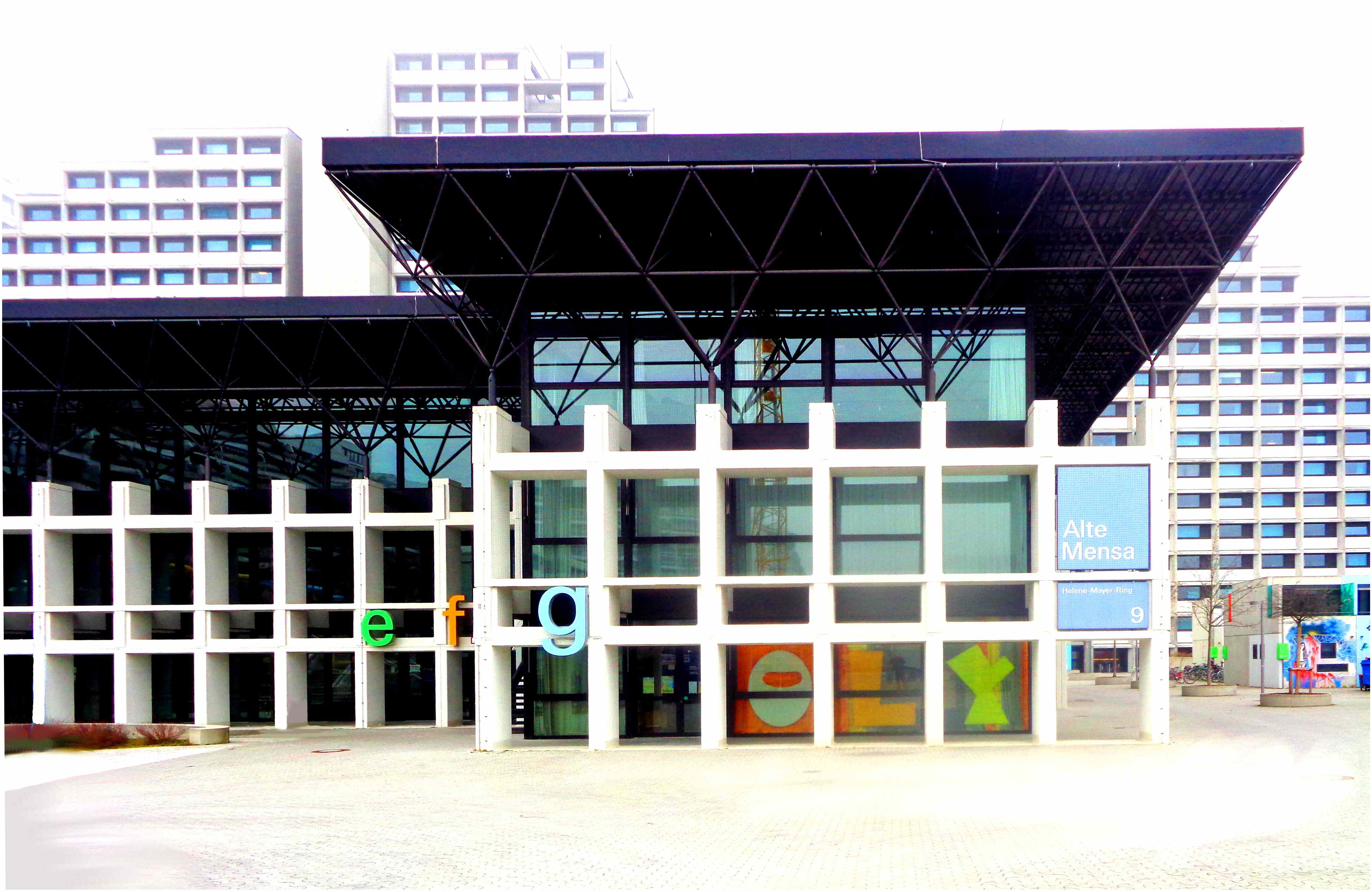
Mensa im Studentendorf, München, heute „Alte Mensa“

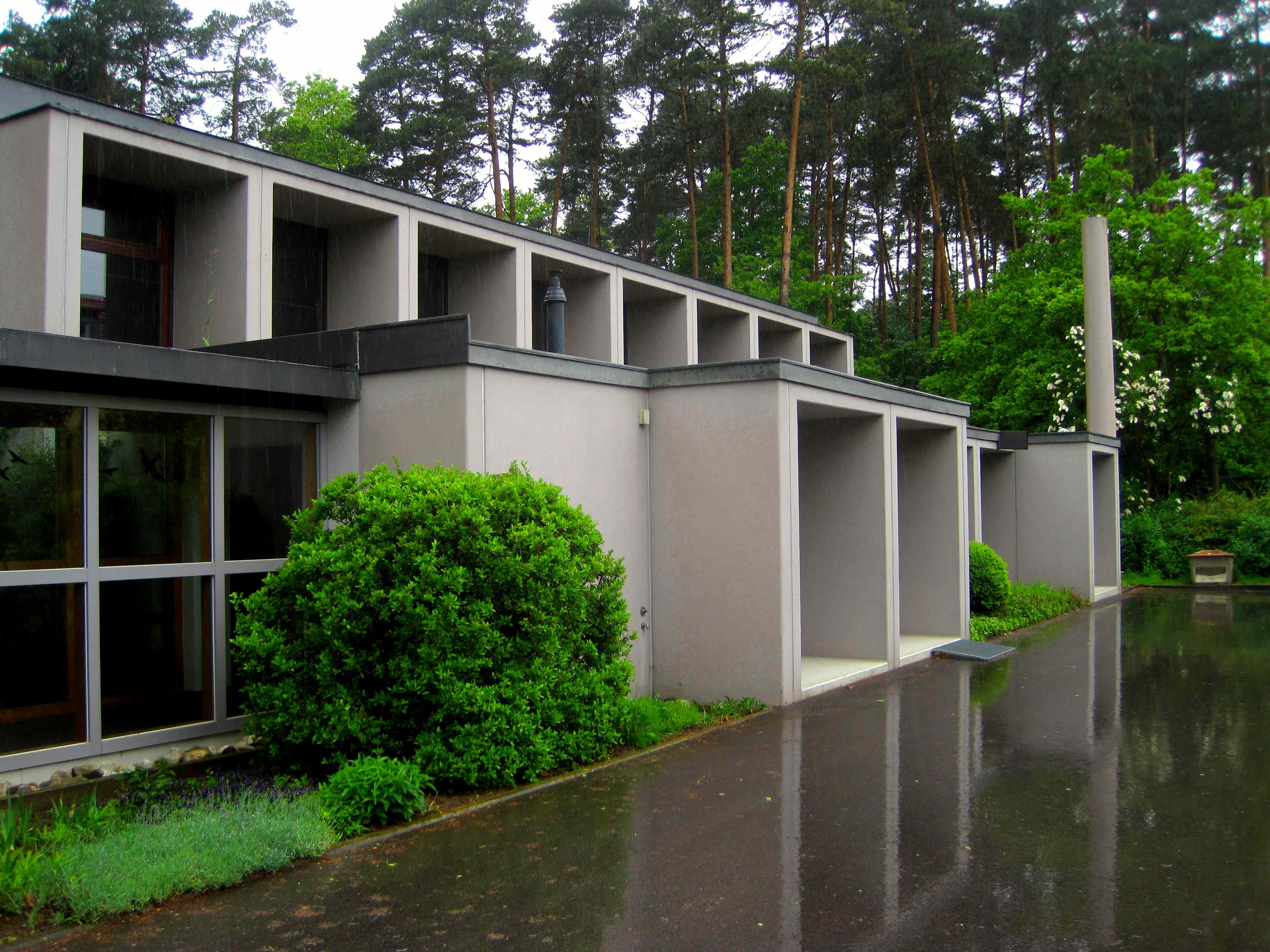
Kirche Ezelsdorf „Hl. Geist“ im „Bausatzverfahren“

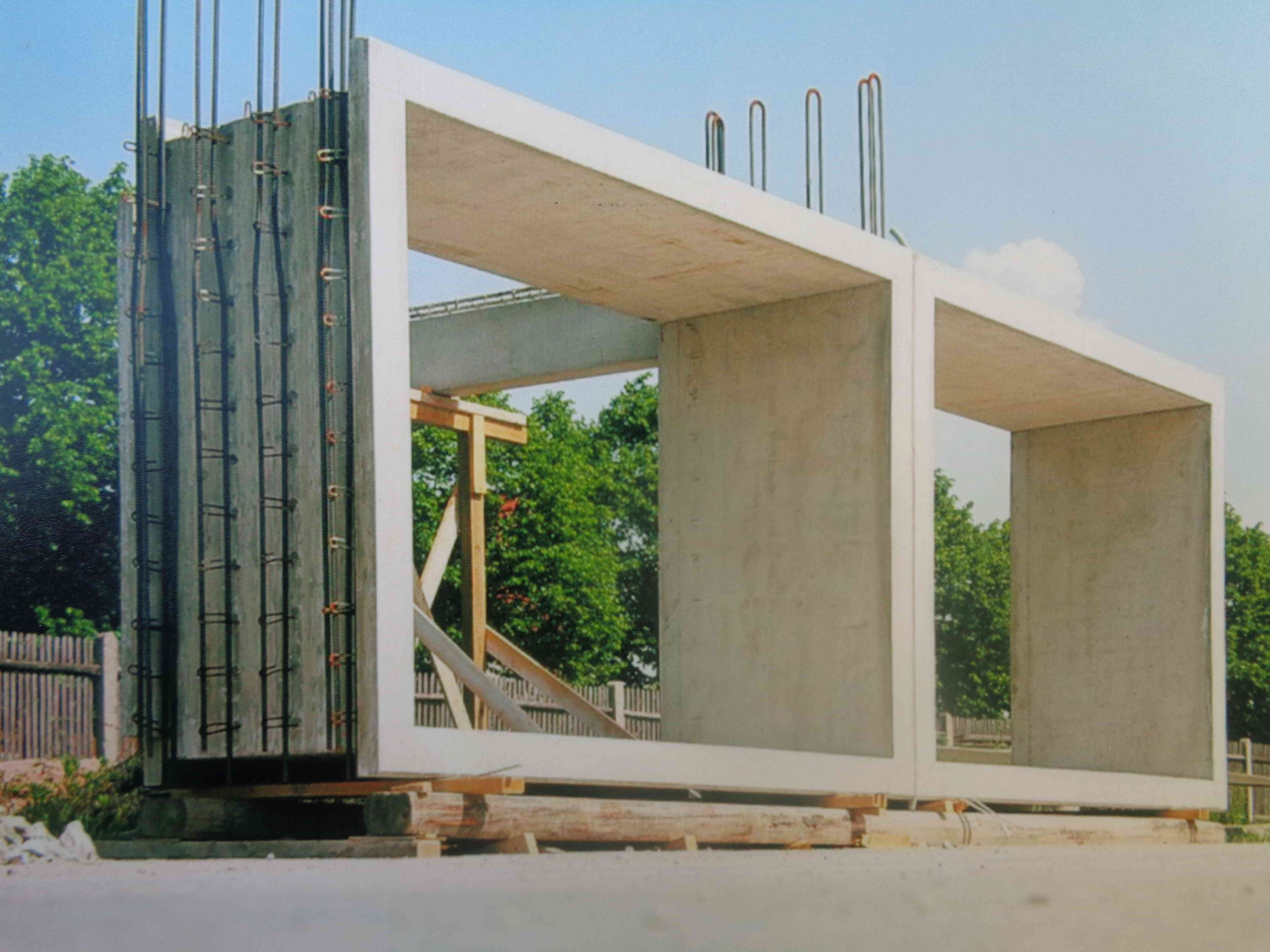
Bausatzverfahren von Günther Ludwig Eckert

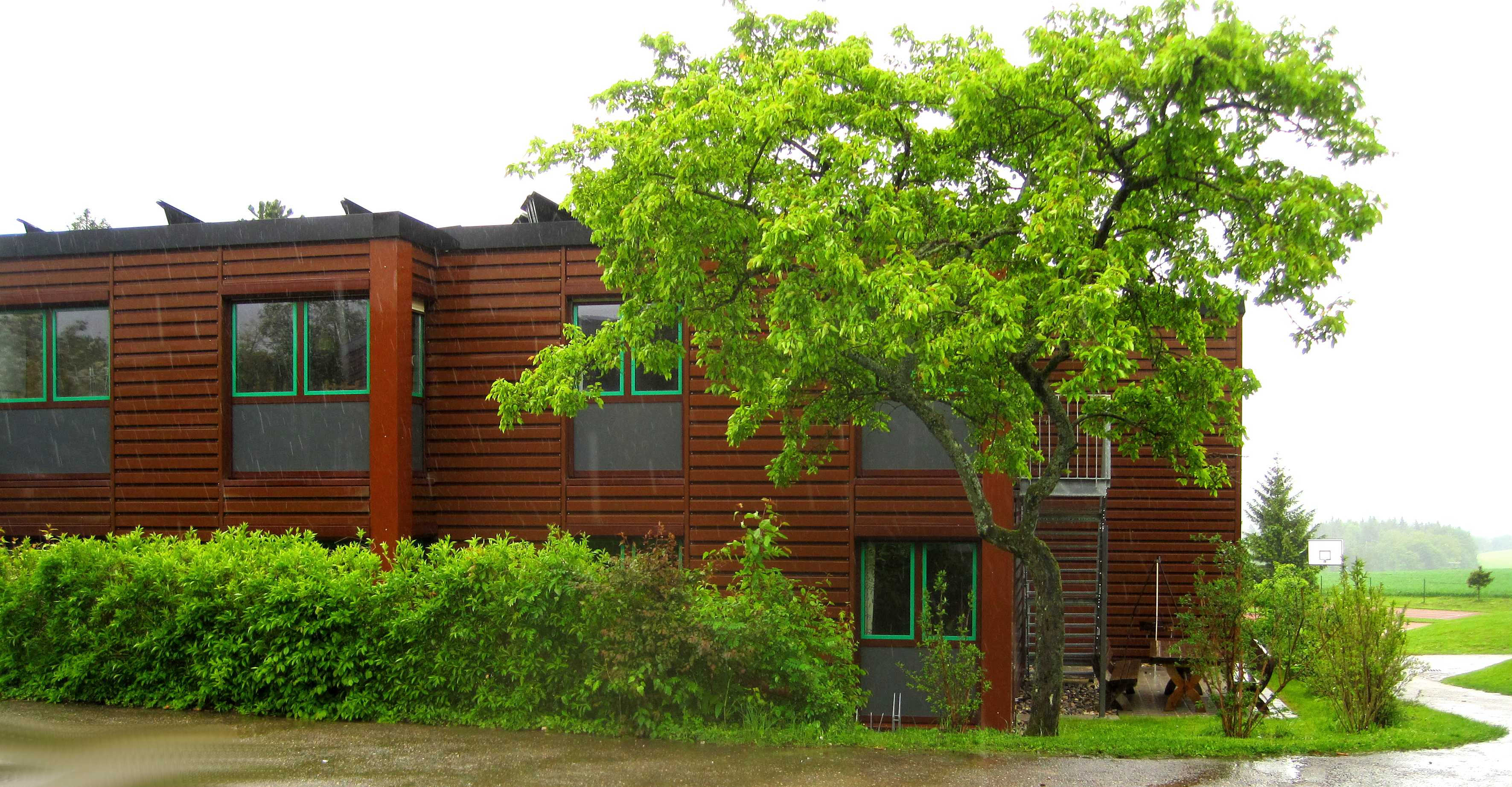
Caritas Kinderdorf Marienstein, Schule, Wohnheim

- 1954–1955: Studentenwohnheim Biederstein. Im Büro Harald Roth. Biedersteinerstraße 4, 80805 München, Einweihung 1955
- 1955–1956: Internationales Haus, Agnes-, Adelheidstraße. Zusammenarbeit mit Werner Wirsing. Adelheidstraße 13, 80798 München, Einweihung 17. August 1956
- 1956–1957: Studentenwohnheim Adelheid-Hilpertstraße. Adelheidstraße 13, 15, Agnesstraße 27, 31–35. Einweihung 1957
- 1958–1959: Studentenhaus und Mensa der TH München. Zusammenarbeit mit Franz Hart. Fertigstellung 1959
- 1960–1961: Studentenwohnheim Weihenstephan[1] (Weihenstephan I)[2], Vöttinger Str. 49, 85354 Freising. Einweihung 1961
- 1961–1962: Pfarrheim Neuaubing „St. Konrad“. Freienfelsstraße 5, 81249 München. Einweihung 1962
- 1964–1965: Studentenwohnheim Türkenstraße. Türkenstraße 58, 80799 München
- 1967–1972: Studentendorf auf dem Oberwiesenfeld[3][4][5], während der Olympischen Sommerspiele 1972, Olympisches Dorf[6] der Frauen. Hochhaus E+19 Obergeschosse, 801 Apartments. Mensa[7] für die Sportler, später Studenten. Einweihung 1972 zur Olympiade.
- 1972–1973: Kirche Ezelsdorf „Hl. Geist“. Pfaffenherdstraße 27 A, 90559 Burgthann – Ezelsdorf, Benediktion: April 1973
- 1972–1973: Nürnberg – Langwasser „ELEMENTA 72“[8][9] Wettbewerb und Zuschlag für den Bau, Berthold – Brechtstraße 40. Variable Wohneinheiten. 76 öffentlich geförderte Eigentumswohnungen. Fertigstellung 1975
- 1972–1973: Erweiterungsbau Studentenwohnanlage Weihenstephan. (Weihenstephan I), Vöttinger Str. 49, 85354 Freising, Einweihung: 1974
- 1974–1975: Kirchenzentrum Postbauer-Heng „St. Elisabeth“[10] Katholische Pfarrei Postbauer-Heng, Centrum 1, 92353 Postbauer-Heng. Einweihung: November 1975
- 1975: Studentenwohnheim Weihenstephan[11] (Weihenstephan II), Vötting, Giggenhauserstr. 25 a–c, 85354 Freising
- 1976: Kirche Holzheim „St. Walburga“. 92318 Neumarkt-Holzheim, Am Sand. Einweihung: 1976
- 1976: Ludwigshafen „Der Hemshof“. „INTEGRA“-Gruppe, 78 Wohneinheiten, Rohrlach-, Hemshofstraße, Schmale Gasse. Einweihung Dezember 1967
- 1975–1976: Caritas-Kinderdorf Marienstein (Kinderdorfstraße 6, 85072 Eichstätt): Therapiezentrum, Schule, Kinderwohnhäuser und Wohnhäuser für Therapeuten und Personal, sowie eine Kirche und Fernwärmekraftwerk. Träger: Caritasverband für die Diözese Eichstätt e. V. Einweihung 3. Dezember 1976
- 1978–1979: Haus Keferloherstraße. Wohnhaus mit 8 Wohneinheiten, E+4, Keferloherstraße 84, 80807 München

Während seiner gesamten Schaffenszeit entwarf und baute er mindestens ein Dutzend kleinere Objekte wie Einfamilienhäuser, Bauerweiterungen und Umbauten.
- 1951: Einfamilienhaus E. Hintermann, Schäftlarn
- 1956: Einfamilienhaus Polanski, Planegg
- 1961: Villa Pangels, Icking
- 1965: Hotel „St. Heinrich“, Appartementhaus
- 1965: Villa W. Mahlke, Würzburg
- 1969: Einfamilienhaus T. Tröger, Schäftlarn
- 1970: „Casa“ Einrichtungshaus, München Ludwigstraße

### Wettbewerbe
Auszug von Wettbewerben mit Preisen oder/und Ankauf:
- KZ-Gedenkstätte Dachau Leitenberg, (Ankauf, 2. Preis)
- 1954 Elsa Brändström Gymnasium, Ebenböckstraße 1, 81241 München-Pasing
- Studentenstadt München Ungererstraße, Mensa, Ladenstraße, Professorenwohnungen.
- Erweiterungsbau Gelände der Neuen Pinakothek, Barer Straße 29, 80799 München
- 1956 Wacker Chemie, Belegschaftshaus für das Werk Burghausen. Ausschreibung 3, April 1956
- Rathaus Neufahrn bei Freising, 85375 Freising
- 1965 Bebauung Marienhof. München (Altstadt hinter dem Rathaus)
- 1965 Nymphenburger Gymnasium, Sadelerstraße 10, 80638 München
- 1966 Mensa Universität Regensburg, Albert Magnusstraße, 93053 Regensburg (Ankauf)
- 1968 „Expo70 Osaka“. Weltausstellung Deutscher Pavillon.
- Pfarrkirche/Pfarrzentrum, „St. Bonifaz“ Regensburg, Roter – Brachweg 72 B, 93049 Regensburg-Prüfening
- 1975 „Elementa 72“. Nürnberg, Wettbewerb mit Bauauftrag.
- 1975 „Der Hemshof“. Ludwigshafen, „INTEGRA“-Wettbewerb mit Bauauftrag.
- 1975–1976 Dortmund, „INTEGRA“-Gruppe, Wettbewerb für Wirtschaftlichkeitsanforderungen einer nutzungsneutralen Baustruktur im Karree: Kampstr. – Schmidingstr. – Katharinenstr. – Bundesstr.

### Entwürfe
Auszug:
- 1975–1976 Treuchtlingen Jugendzentrum, „INTEGRA“-Gruppe.
- 1975–1976 Rosenheim Studentenheim.
- 1977 „Recovery Centre“ in Dakar. Entwurf für die Regierung des Senegal, für 1000 Wohneinheiten, Sportzentrum, Sporthafen, Gastronomie, Konzertsäle, Theater, Kinos und Ladenstraßen.

#### Designer

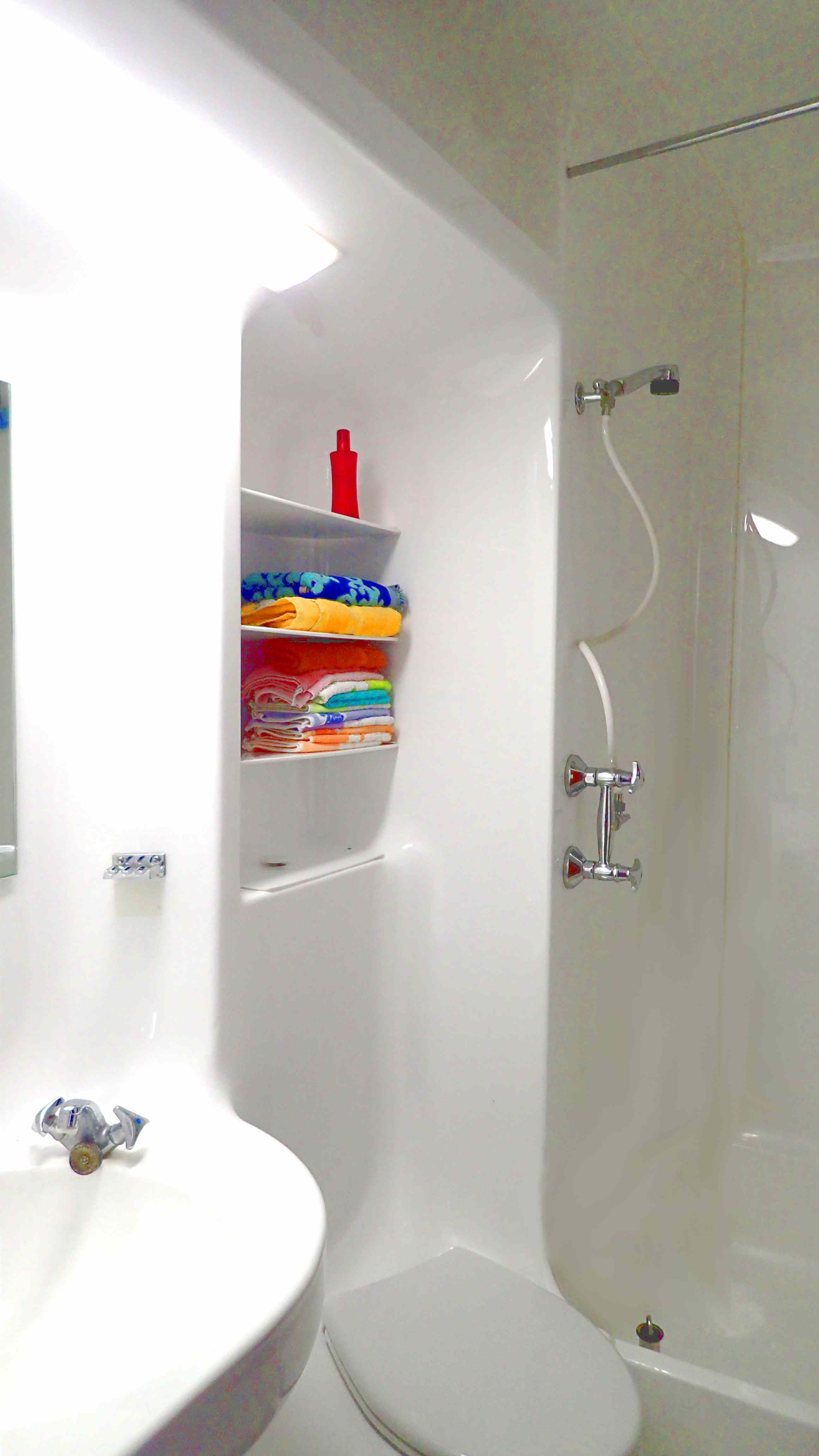
Nasszelle, Acryl, 1967, Günther Ludwig Eckert

Eckert war Erfinder und Entwickler des Bausatzverfahrens. Tragende Fassadenrahmen im Format einer Loggia wurden als Front und Rückseite eines Gebäudes gestapelt. Träger verbanden beide Seiten. Darauf wurden Bodenplatten gelegt. Auf dieser Grundlage erfolgte ein individueller Innenausbau. Mit seinem geschützten „Bausatzverfahren“ war ihm eine enorm schnelle Gebäudeerrichtung bis zu 26 Stockwerken möglich. Erstmals wurde dies eingesetzt bei den Olympiabauten 1972.
Außerdem war Eckert Erfinder und Entwickler der „Nasszelle“. Sie wurde bei der Errichtung eines Stockwerks gleich mit eingebaut. Auch dies wurde erstmals eingesetzt bei den Olympiabauten 1972.

#### Maler/Zeichner

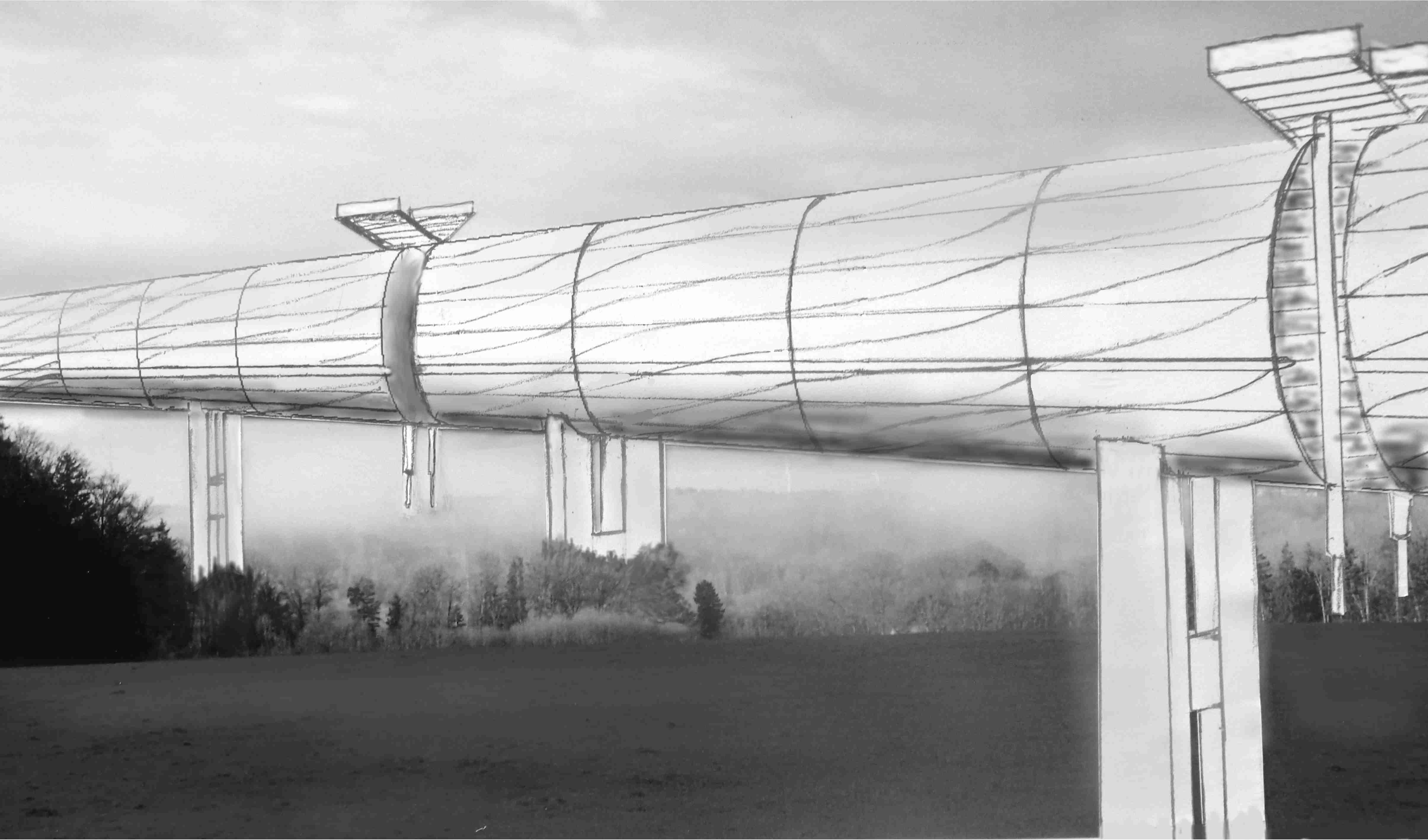
Die Röhre, Günther Ludwig Eckert

Tausende Tuschfeder- und Tuschpinselzeichnungen, hunderte Aquarelle, Ölgemälde, Gouachen, sowie Radierungen, Holzschnitte und Serigraphien.
Er hatte Ausstellungen in München, Achen, Bochum, Dinslaken, Linz, Würzburg und Frankfurt. Seine Tuschen erschienen in Büchern.

#### Filmemacher
Er drehte für das ARD einen Dokumentar- und einen Spielfilm sowie eine Filmserie. Er arbeitete zusammen mit dem Autor und Regisseur Werner Prym.
- 1970 Einen Dokumentarfilm über die aufstrebende irische Industrie,
- 1970 Einen Kinderfilm in der Connemara,
- 1971 Die dreiteilige Serie „Tatsachen über Legenden“.[14]

Seine Filme wurden erstmals 1970 und 1971 im Fernsehen ausgestrahlt, und noch zweimal wiederholt.

#### Autor
Spät entstand seine Utopie „Die Röhre“, eine auf einer perfekten Gesellschaft fußenden Unterbringung der Menschheit in einer die Erde umspannenden gigantischen, oberirdischen Röhre. Dort herrschten dann paradiesische Zustände für Körper und Geist. Dazu Ausstellungen in Aachen, Bochum, Berlin und Köln. Bucherscheinung „Die Röhre“.

## Ehrungen
- 1967: „Regolo d’Oro“ für sein Bausatzverfahren der Zeitschrift „DOMUS“ Mailand. Februar 1967
- 1968: Kultureller Ehrenpreis der Stadt München[19] für seine Studentenwohnheime. 23. April 1968
- 1968: Förderpreis für Architektur der Landeshauptstadt München
- 1970: Rosenthal Preis für seine Nasszelle
- 1975: BDA-Preis Bayern für das Kirchenzentrum, Postbauer–Heng
- 1976: Staatspreis für Architektur und Städtebau. Ehrung des Architekturbüros Eckert/Pressel/Jakubik, für das „INTEGRA“-Projekt „Der Hemshof“ Ludwigshafen